# Imru-l-Qays ibn an-Numan
Imru-l-Qays ibn an-Numan fou un rei làkhmida fill d'an-Numan (II) ibn al-Àswad. S'ha suggerit que era menor d'edat a la mort del seu pare en combat el 504 i per això aparegué un suposat usurpador no làkhmida que va governar tres anys, anomenat Alqama Abu-Yàfur (504-507), però encara que el pare va morir segurament no molt gran, les dades són inconsistents, ja que el seu fill i successor era un guerrer actiu el 514 i, per tant, havia d'haver nascut abans del 500, quan el seu pare ja havia de tenir pel cap baix prop dels 20 anys. Fou vassall dels perses sassànides. Se suposa que va morir el 514 i el va succeir el seu fill al-Múndhir (III) ibn Imri-l-Qays.